# Kulvinder Ghir
Kulvinder Ghir (Nairobi, 10 agosto 1965) è un attore, scrittore e cabarettista britannico, di origini keniane principalmente noto in patria per la lunga militanza nello sketch show BBC Goodness Gracious Me.

## Biografia

### Primi anni
Nato a Nairobi, Kenya, da genitori di origine indiane, Ghir è cresciuto a Chapeltown nella periferia di Leeds, Inghilterra. Le sue prime partecipazioni a spettacoli teatrali risalgono alla tenera età di 13 anni e, successivamente, inizia a interpretare commedie con vari club scolastici tra i 15 e i 17 anni. Cosa che lo porta poi a frequentare scuole di recitazione a Londra.

### Carriera
Ghir fa il suo debutto nel 1985 interpretando il ruolo di Davy Malik nella serie televisiva BBC Howards' Way, successivamente, nel 1987, prende parte al cast di Rita, Sue e Bob in più. Contemporaneamente continua ad apparire in numerose serie TV e spettacoli teatrali.
Negli anni successivi diviene un personaggio noto della BBC comparendo sia nello spettacolo radiofonico Goodness Gracious Me che nell'omonimo adattamento televisivo. I tre ruoli rivestiti da Ghir nello show sono: la sexy star di Bollywood Chunky Lafunga, il grottesco supereroe Bhangra Man e, in coppia con Sanjeev Bhaskar, il membro del duo comico Bhangramuffins.
Nel 1995 debutta al Theatre Royal di Stratford, Londra, con il suo primo show da drammaturgo.
Dal settembre 2009 al maggio 2011, Ghir interpreta Mohammed Khan, padre di Asif Khan, nella sitcom BBC Three Lunch Monkeys. La serie è tuttavia stata cancellata dopo sole due stagioni.
Nel 2013 impersona uno dei due fratelli protagonisti del film Jadoo; nello stesso anno compare nell'ultimo episodio della sitcom britannica Big School nel ruolo dell'autista dell'autobus scolastico Mr. Rupesh

## Filmografia parziale

### Attore

#### Cinema
- Rita, Sue e Bob in più (Rita, Sue and Bob Too), regia di Alan Clarke (1987)
- Fratelli nei guai (Brother in Trouble), regia di Udaya Prasad (1995)
- Sognando Beckham (Bend It Like Beckham), regia di Gurinder Chadha (2002)
- Maial College 2 (Van Wilder 2: The Rise of Taj) , regia di Mort Nathan (2006)
- Blinded by the Light - Travolto dalla musica (Blinded by the Light), regia di Gurinder Chadha (2019)
- Scatta l'amore  (Picture This), regia di Prarthana Mohan (2025)

#### Televisione
- Howards' Way – serie TV, 18 episodi (1985-1986)
- Casualty – serie TV, episodi 5x11-8x13 (1990, 1993)
- Waterfront Beat – serie TV, 4 episodi (1991)
- The Real McCoy – serie TV, 11 episodi (1991-1996)
- Metropolitan Police (The Bill) – serie TV, episodi 9x68-12x104 (1993, 1996)
- Goodness Gracious Me – serie TV, 21 episodi (1998-2000, 2014-2015)
- Il principe delle favole (Arabian Nights), regia di Steve Barron – miniserie TV (2000)
- Holby City – serie TV, 10 episodi (2000-2002)
- My Life as a Popat – serie TV, 11 episodi (2004, 2007)
- Psychoville – serie TV, episodio 2x03 (2011)
- Still Open All Hours – serie TV, 40 episodi (2013-2019)
- Beecham House – serie TV, 6 episodi (2019)
- Narciso nero (Black Narcissus) – miniserie TV, puntate 01-03 (2020)
- Fondazione (Foundation) – serie TV, episodio 2x01 (2021)
- Suspicion – serie TV, episodi 1x01-1x03 (2022)

### Doppiatore
- Il postino Pat (Postman Pat) – serie TV, 85 episodi (2003-2008, 2013)
- Polli Kung Fu (Chop Socky Chooks) – serie TV, 17 episodi (2007-2008)
- Hilda – serie animata, 13 episodi (2020)

## Doppiatori italiani
Nelle versioni in italiano delle opere in cui ha recitato, Kulvinder Ghir è stato doppiato da:
- Roberto Fidecaro in Suspicion
- Oreste Baldini in Scatta l'amore